# Csíkszék

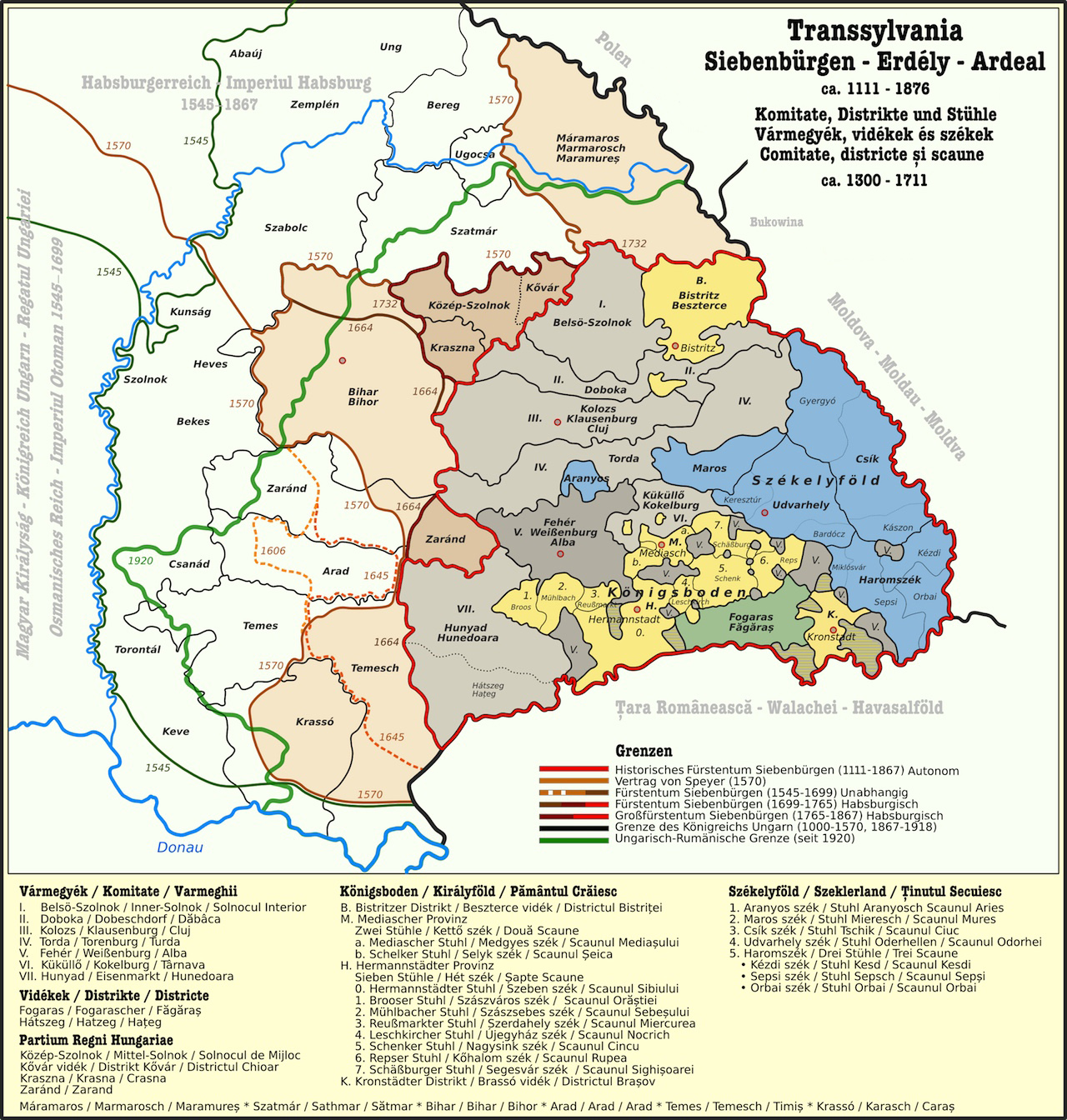
Csíkszék (östlich in blau) auf einer Karte Siebenbürgens

Csíkszék (auch Csík szék) war eine Verwaltungseinheit (Stuhl, ungarisch Szék) der Székler im Osten Siebenbürgens. Verwaltungssitz war Csíksomlyó.
Sie wurde 1876 im Zuge der Komitatsreform in das Komitat Csík eingegliedert.

## Beschreibung
Csíkszék lag im Nordosten des Szeklerlands und grenzte im Norden und Osten an zuletzt an das Fürstentum Rumänien (zuvor an Moldau), im Süden an  Háromszék und eine Exklave des Komitats Felső-Fehér sowie im Westen an Udvarhelyszék und das Komitat Torda.
Der Stuhl hatte 1869 107.285 Einwohner auf 5064 km². Es bestand folgende Verwaltungsgliederung:
| Stuhlbezirk               | Verwaltungssitz    |
| ------------------------- | ------------------ |
| Bezirk Csíkszentmárton    | Csíkszentmárton    |
| Bezirk Gyergyószentmiklós | Gyergyószentmiklós |
| Bezirk Gyergyótölgyes     | Gyergyótölgyes     |
| Bezirk Karcfalva          | Karcfalva          |
| Bezirk Kászon             | Kászonaltíz        |
| Bezirk Központ            | Csíksomlyó         |
| Bezirk Szépvíz            | Szépvíz            |